# Eva Repková
Eva Repková (* 16. Januar 1975 in Stará Ľubovňa) ist eine slowakische Schachmeisterin.

## Werdegang
Repková erlernte das Schachspiel im Alter von fünf Jahren beim Zuschauen des Sonntagsspiels der Eltern. In erster Ehe war sie mit dem libanesischen IM Fadi Eid verheiratet; aus dieser Ehe ging 1998 ihr Sohn Christopher hervor, der seit 2018 Großmeister ist. Für den Libanon spielte sie von 1997 bis 2001. Seit 2002 ist sie mit dem FIDE-Meister Eric Peterson verheiratet. Peterson ist Mitbegründer des Internet Chess Clubs. Mit ihm und ihrem Bruder führt sie eine international agierende Computerfirma.
Repková erhielt im Jahr 1995 den Titel Großmeister der Frauen (WGM), 2007 den Titel Internationaler Meister (IM). Die erforderlichen IM-Normen erfüllte sie beim Wroxham Masters 2002 in Norwich, in der slowakischen Mannschaftsmeisterschaft 2006/07 und 2007 beim 23. Open in Cappelle-la-Grande.
Sie siegte oder belegte vordere Plätze in mehreren Turnieren: 1. Platz bei der Frauenmeisterschaft der Tschechoslowakei in Pardubice (1991), 2. Platz bei der U18-Weltmeisterschaft (Mädchen) in Bratislava (1993), 1. Platz bei der 4. Arabischen Frauenmeisterschaft in Beirut (2000), 1. Platz in Rijeka (2003), 1. Platz in Malinska (2005), 1. Platz Aarhus-Summer-A (2009).

## Nationalmannschaft
Repková nahm an den Schacholympiaden der Frauen 1992, 1994, 1996, 2004, 2006, 2008, 2010, 2014, 2016 und 2018 sowie den Mannschaftseuropameisterschaften der Frauen 1992, 2001 und 2017 teil, wobei sie 2001 das zweitbeste Einzelergebnis am ersten Reservebrett erreichte. Beim Mitropacup spielte sie 2005 und 2006 in der offenen Klasse jeweils am dritten Brett (2014 und 2015 war sie ebenfalls nominiert, blieb aber ohne Einsatz), wobei sie 2006 mit der Mannschaft den dritten Platz erreichte, 2013, 2016, 2017 und 2018 spielte sie beim Frauenwettbewerb. Diesen gewann Repková 2013 mit Júlia Kočetková, in der Einzelwertung gelang ihr 2013 und 2016 jeweils das beste Ergebnis am Spitzenbrett.

## Vereine
In der tschechoslowakischen Mannschaftsmeisterschaft 1991/92 spielte Repková für den ŠK Tatran Prešov. In der slowakischen Extraliga spielte sie von 1993 bis 1995 für den ŠK Slovan Rimavská Sobota, mit dem sie 1995 die Meisterschaft gewann, von 1995 bis 1997 und von 2003 bis 2005 für den ŠK Tatran Prešov, in der Saison 2002/03 und von 2005 bis 2007 für den ŠK Hydina Košice, von 2007 bis 2012 für den MŠK KdV Kežmarok, in der Saison 2012/13 für 7 Statočných Košice und von 2013 bis 2016 für die Mannschaft von ŠO ŠKM Stará Ľubovňa, mit der sie 2015 und 2016 die slowakische Mannschaftsmeisterschaft gewann, in der Saison 2016/17 für den Šachový klub Sabinov und in den Saisons 2017/18 und 2019/20 für ŠO TJ Slávia UPJŠ Košice.
In der österreichischen 1. Bundesliga spielte Repková in der Saison 2016/17 für den SK Bregenz und in der Saison 2017/18 für die Mannschaft von ASVÖ Pamhagen, bei der sie bereits in der Saison 2014/15 gemeldet war, aber ohne Einsatz blieb. Mit Pamhagen gewann Repková außerdem die österreichische Frauenbundesliga 2016/17. In der deutschen Frauenbundesliga spielte sie von 2011 bis 2013 für die SF 1891 Friedberg.

## Partiebeispiel
|   | a | b | c | d | e | f | g | h |   |
| 8 |   |   |   |   |   |   |   |   | 8 |
| 7 |   |   |   |   |   |   |   |   | 7 |
| 6 |   |   |   |   |   |   |   |   | 6 |
| 5 |   |   |   |   |   |   |   |   | 5 |
| 4 |   |   |   |   |   |   |   |   | 4 |
| 3 |   |   |   |   |   |   |   |   | 3 |
| 2 |   |   |   |   |   |   |   |   | 2 |
| 1 |   |   |   |   |   |   |   |   | 1 |
|   | a | b | c | d | e | f | g | h |   |

Berg–Repková 0:1
Aarhus, 9. Juli 2009
Französische Verteidigung (Königsindischer Angriff), C00
1. e4 e6 2. d3 d5 3. Sd2 Sf6 4. Sgf3 Sc6 5. c3 Ld6 6. Le2 0–0 7. 0–0 Te8 8. Dc2 e5 9. b4 d4! 10. cxd4 Sxb4 11. Dc3 exd4 12. Sxd4 c5 13. S4f3 Die schwarzen Figuren stehen harmonisch, mit dem nächsten Springerzug übernimmt Schwarz die Initiative und die weiße Stellung fällt auseinander 13. … Sd5! 14. exd5 Txe2 15. Lb2 Lf8 16. d4 Dxd5 17. Tfe1 Sxa2 18. Da3 Txe1+ 19. Txe1 Le6 20. Te5 cxd4 21. Da4 Dd7 22. Dd1 f6 23. Th5 Sc3 24. Dc2 Se2+ 25. Kf1 d3 Weiß gab auf.
Eine meisterliche Positionspartie von Repková gegen den erfahrenen dänischen IM Klaus Berg, der schon 2 GM-Normen hat.